# Marie av Sachsen-Altenburg

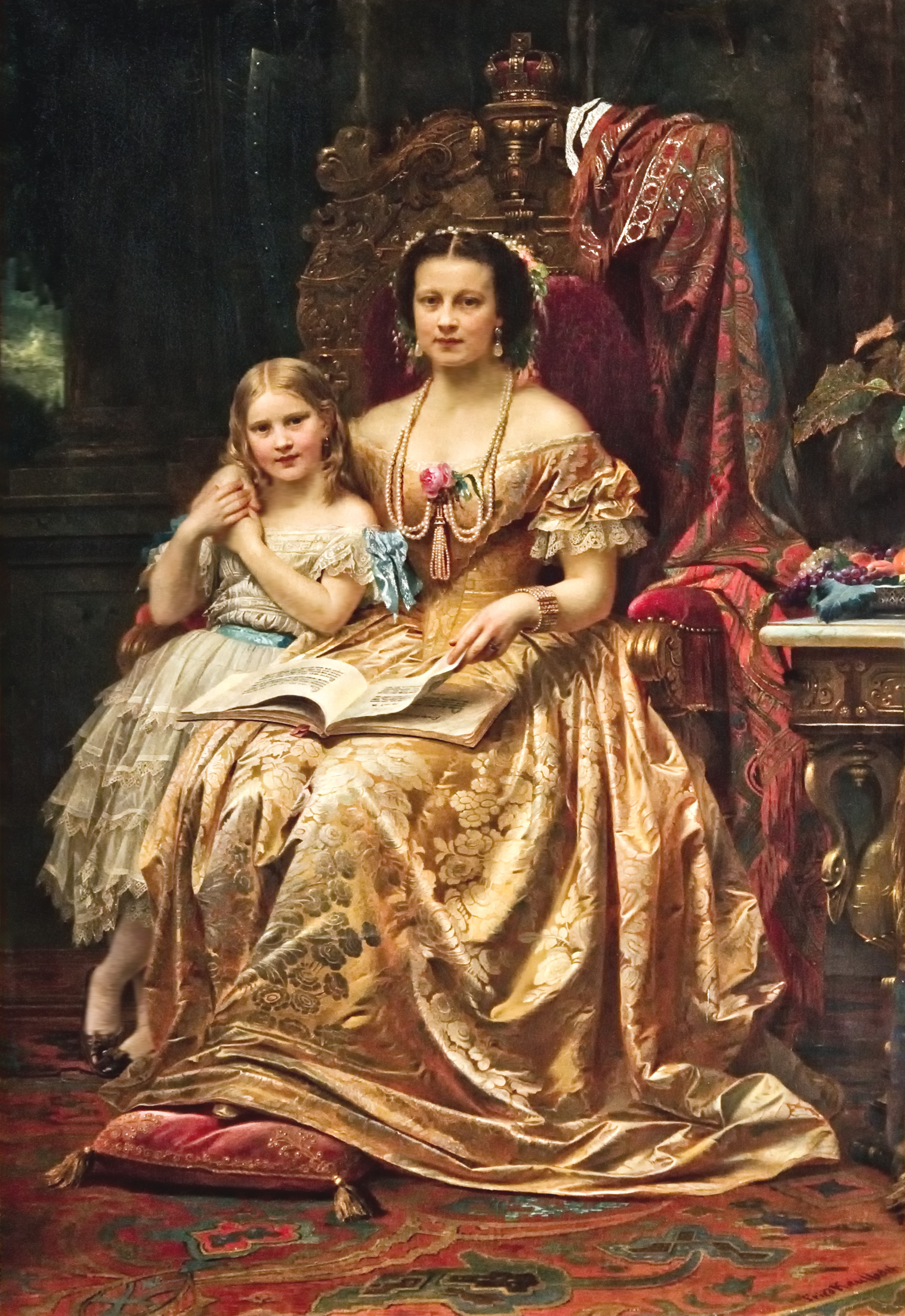
Marie av Sachsen-Altenburg med dottern Marie, cirka 1861, målning av Wilhelm von Kaulbach

Marie av Sachsen-Altenburg (Alexandrine Marie Wilhelmine Katharine Charlotte Therese Henriette Luise Pauline Elisabeth Friederike Georgine; född 14 april 1818 i Hildburghausen, död 9 januari 1907 i Gmunden, Oberösterreich, var den sista drottningen av Hannover mellan 1851 och 1866. 

## Biografi
Hon var dotter till Josef av Sachsen-Altenburg och Amalie av Württemberg och gift i Hannover 18 februari 1843 med kung Georg V av Hannover.
Marie var som kronprinsessa fanatisk pietist, vilket orsakade konflikter med hennes svärfar. Hon och maken levde dock annars ett blygsamt liv som tronföljarpar och var mycket populära. 
Georgsmarienhütte i Osnabrück och akademin Hüttenwerk Georgs-Marien-Bergwerks- und Hüttenverein i Georgsmarienhütte fick sitt namn efter henne och hennes man (1856). Hon grundade 1859 evangelisk-lutherska diakoniesseanstalten med tillhörande sjukhus i Hannover, Mariesjukhuset i Osnabrück samt Henriettestiftelsen efter sin mormor. Författaren Peter Altenberg tillägnade henne en dikt. 
Ett år efter att Hannover annekterades av Preussen 1866 följde hon maken i exil till Österrike. Hon bodde som änka efter 1878 i Villa Thun (eller Königinvilla) i Gmunden.